# Вербки (Павлоградський район)
Ве́рбки — село в Україні, центр Вербківської сільської громади Павлоградського району Дніпропетровської області. Населення за переписом 2001 року становило 3822 особи. Розташоване над річкою Самарою
У селі є Вербківська загальноосвітня школа І-ІІІ ступенів, дитячий садок, клуб культури, бібліотека, амбулаторія.

## Географія

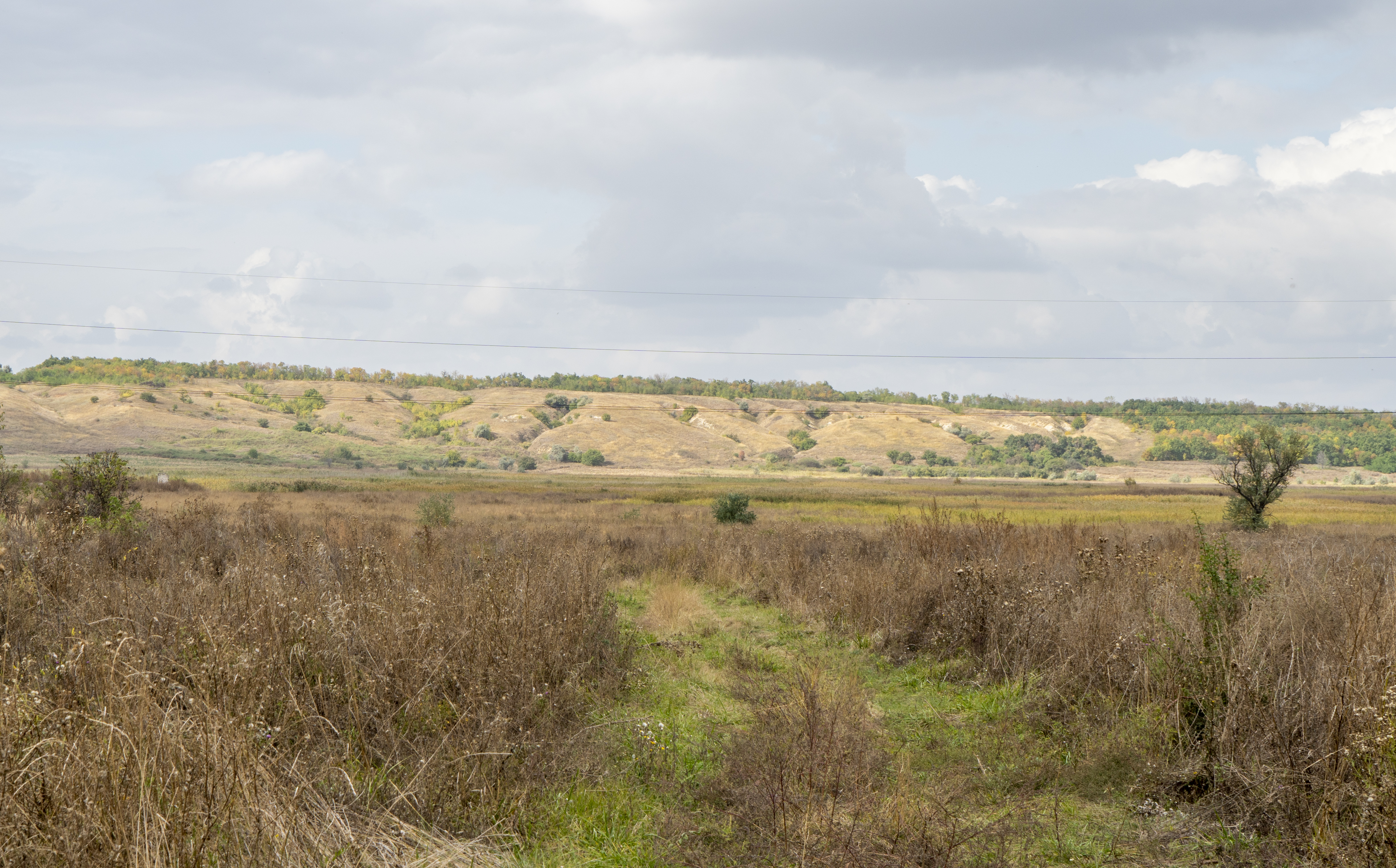
Краєвиди поруч з селом. Малотернівський заказник

Село Вербки знаходиться на правому березі річки Самара в місці впадання в неї річки Мала Тернівка, нижче за течією на відстані 4,5 км розташоване село В'язівок, на протилежному березі — місто Павлоград. Через село проходять автомобільна дорога Р51 і залізниця, станція Вербківський.

## Природоохоронні території
Поблизу села розташований ландшафтний заказник місцевого значення Малотернівський.

## Історія
На початку XVIII століття тут оселилося по хуторах і зимівниках багато запорізьких козаків, які займались рибальством і скотарством. Після ліквідації Запорізької Січі виникло ціле поселення — велика казенна слобода. За даними Азовської губернської канцелярії, в 1782 році в ній налічувалось 200 дворів з 1365 жителями.
Згідно з п'ятою ревізією у Вербках було 245 дворів казенних українських поселенців 245 дворів козацьких, всього населення — 1896 чол. Станом на 1886 рік у селі Павлоградської волості Павлоградського повіту Катеринославської губернії, мешкало 3553 особи, налічувалось 646 дворів, існували православна церква та військова казарма, проходило 2 ярмарки на рік.
Біля села знаходяться численні кургани бронзової доби

## Населення

### Мова
Розподіл населення за рідною мовою за даними :
| Мова            | Кількість | Відсоток |
| --------------- | --------- | -------- |
| українська      | 3553      | 92.96%   |
| російська       | 231       | 6.04%    |
| вірменська      | 11        | 0.29%    |
| румунська       | 9         | 0.24%    |
| білоруська      | 8         | 0.21%    |
| інші/не вказали | 10        | 0.26%    |
| Усього          | 3822      | 100%     |

## Економіка
- Санаторій «Сонячний».
- Філія «ЦЗФ „Павлоградська“» ПАТ «ДТЕК Павлоградвугілля».

## Об'єкти соціальної сфери
- Школа.
- Дитячий садочок.
- Фельдшерсько-акушерський пункт.
- Стадіон.

## Видатні жителі
- Рева Григорій Васильович (* 1947) — генерал-полковник внутрішньої служби, кандидат технічних наук; Міністр України з питань надзвичайних ситуацій (20 липня 2004 — 3 лютого 2005).
- Троценко Костянтин Володимирович — старший сержант Збройних сил України, учасник російсько-української війни.